# Stenophylax mistus
Stenophylax mistus là một loài Trichoptera trong họ Limnephilidae. Chúng phân bố ở miền Cổ bắc.